# Ихласи, Валид
Ихласи Валид (араб. وليد إخلاصي‎; 1935, Искендерун, Санджак Александретта — 19 февраля 2022, Алеппо) — сирийский писатель-прозаик, представитель «авангардистского» направления в сирийской литературе.
Получил сельскохозяйственное образование в Алеппо и затем в Александрии, имел учёную степень бакалавра сельскохозяйственных наук, ставших его основной специальностью.
Являлся членом Лиги сирийских писателей и Сирийской ассоциации рассказа и романа, но сам не считал себя профессиональным писателем. Творческое наследие включает в себя в основном рассказы и повести, но также и несколько романов и пьес. Известность получил после публикации в 1977 году повестей «Смерть улитки» и «Знаешь ли ты, какие они видят сны?».
Многие его рассказы напоминают стихотворения в прозе и отличаются «бессюжетным повествованием». Тематикой его произведений являются современные проблемы арабского мира, в том числе становление человека в условиях общественно-политической нестабильности и борьба за независимость Палестины. Был удостоен большого количества авторитетных литературных премий, в том числе премии для писателей, пишущих на арабском, имени Махмуда Тимора (Египет, 1994), премии Союза арабских писателей (1989), премии аль-Аваса (1997), награды на Каирском фестивале экспериментального театра (Каир, 1992) и Главной премии в области искусства правительства Сирии (2005).
В 2011 году, когда началась Гражданская война в Сирии, стал членом комиссии по национальному диалогу.